# Абраменко Микола Порфирович
Микола Порфирович Абраменко (3 травня 1909, село Липівка Климовицького повіту Могильовської губернії, тепер Могильовської області, Білорусь — 1968, місто Мінськ, тепер Білорусь) — білоруський радянський діяч, голова Гомельського та Мінського облвиконкомів. Депутат Верховної ради Білоруської РСР. Депутат Верховної Ради СРСР 4-го скликання.

## Життєпис
Народився в селянській родині. У 1930 році закінчив Оршанський педагогічний технікум.
У 1930—1932 роках — вчитель, директор школи колгоспу «Станіславове» Білоруської СРР.
Член ВКП(б) з 1932 року.
У 1932—1934 роках — директор, викладач Дубнівського робітничого факультету Білоруської СРР.
У 1934—1938 роках — завідувач Смолевицького районного відділу народної освіти Білоруської РСР.
У 1938—1941 роках — в Раді народних комісарів Білоруської РСР.
З липня 1941 по вересень 1945 року — у Червоній армії, учасник німецько-радянської війни. Воював на Західному та Південно-Західному фронтах, був заступником начальника політичного відділу 57-ї гвардійської стрілецької дивізії 1-ї гвардійської армії. З 1943 року служив заступником командира із політичної частини 195-ї стрілецької дивізії 34-го стрілецького корпусу 46-ї армії 3-го Українського фронту.
У листопаді 1945 — вересні 1952 року — голова виконавчого комітету Гомельської обласної ради депутатів трудящих.
У вересні 1952 — липні 1954 року — голова виконавчого комітету Мінської обласної ради депутатів трудящих.
Закінчив історичний факультет Мінського державного педагогічного інституту.
У 1956—1957 роках — міністр промисловості м'ясних та молочних продуктів Білоруської РСР.
У 1957 — після 1965 року — голова Білоруської республіканської Спілки споживчих товариств.
Помер 1968 року в місті Мінську.

## Звання
- підполковник
- полковник

## Нагороди
- орден Леніна
- орден Червоного Прапора (5.02.1944)
- орден Богдана Хмельницького ІІ ст. (13.09.1944)
- орден Вітчизняної війни І ст. (11.03.1943)
- орден Трудового Червоного Прапора (1958)
- орден Червоної Зірки (6.11.1943)
- медаль «За перемогу над Німеччиною у Великій Вітчизняній війні 1941—1945 рр.»
- медалі